# Красимир Захов
Красимир Захов е български плувец, бивш елитен състезател в стила бруст.

## Биография
Роден е на 2 декември 1978 година в град Сливен. Завършил е НСА с професионална квалификация „Треньор по плуване“. Той е майстор на спорта и многократен републикански шампион и рекордьор на България по бруст. Избран е за плувец №1 на България за 1998 г. Участвал е на Световни и Европейски първенства по пуване, където се представя добре от гледна точка на българските стандарти, но в сравнение със световните отпада още на прелиминаторните фази. През 2000 г. се състезава на Олимпийските игри в Сидни в дисциплината 100 м. бруст. Той е създател и управител на плувен клуб „Спринт“, където тренира малки и големи, предимно непрофесионални плувци за удоволствие.